# MO autóút (Csehország)

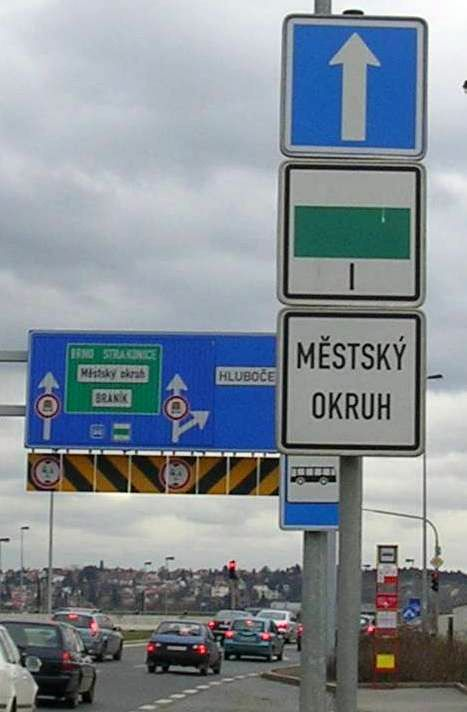
Městský okruh (Városi körgyűrű)

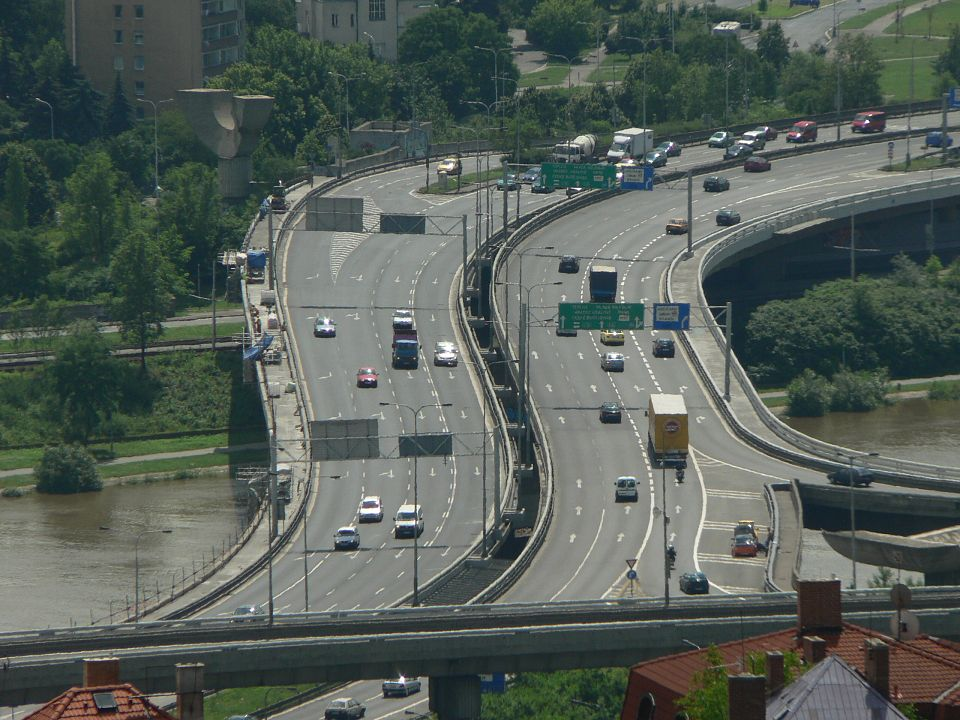
A Barrandovi-híd

A MO autóút (csehül: Rychlostní silnice MO, Městský okruh; magyarul: Városi körgyűrű) a prágai városmag köré épített autóút, melynek teljes 32 km-es hosszából egyelőre 22 km van kész. Az autóút érinti Prága legfontosabb közlekedési csomópontjait. Kiindulópontja lesz több autópályának vagy autóútnak. (D5-ös autópálya, R6-os autóút)

## Története
Jelenleg a keleti területekre készítenek terveket. Ennek részeként építenek egy új hidat a Moldván, valamint több csomópont alagútban kapcsolódik majd az MO autóúthoz.

## Műtárgyak az úton

### Alagutak
Az autóúthoz tartozik három alagút. A Mrázovka alagút, Strahovský alagút és a Zlíchovský alagút.

### Hidak
Az eddig átadott szakasz(ok)on csak egy híd szerepel.
- A Barrandovi-híd – a Moldva folyó felett.
- A tervekeben egy híd neve áll fenn, szintén a Moldva felett, a keleti szektorban.

## Galéria

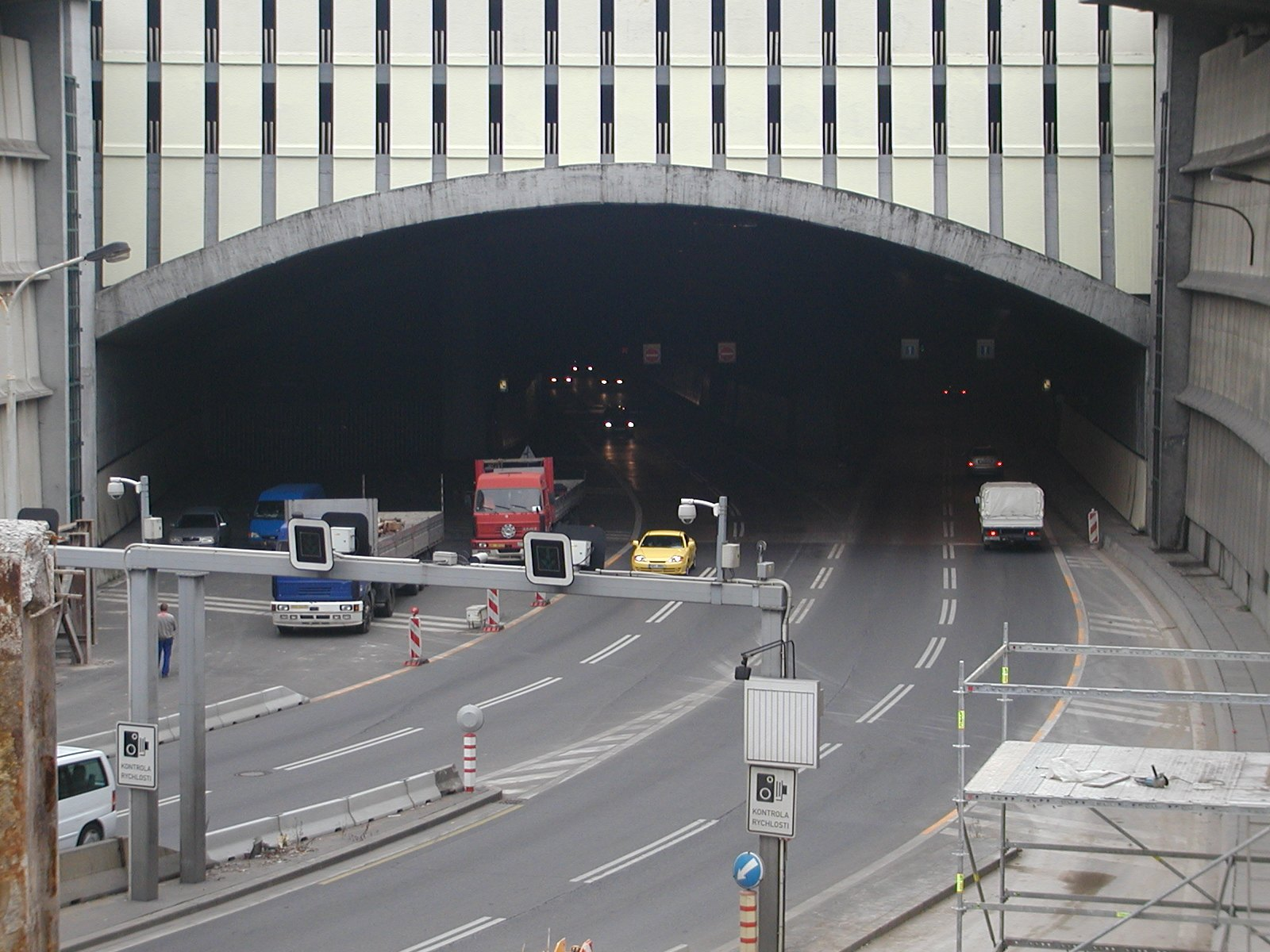
A Strahovský alagút
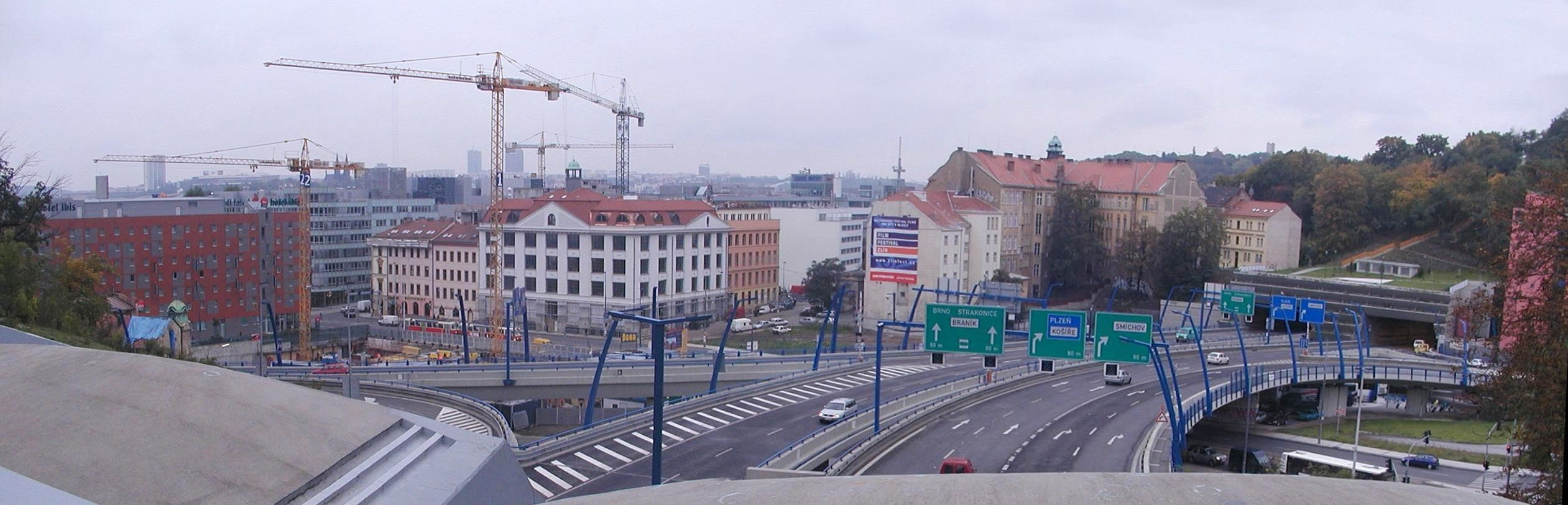
A Strahovský alagút és Mrázovka alagút között
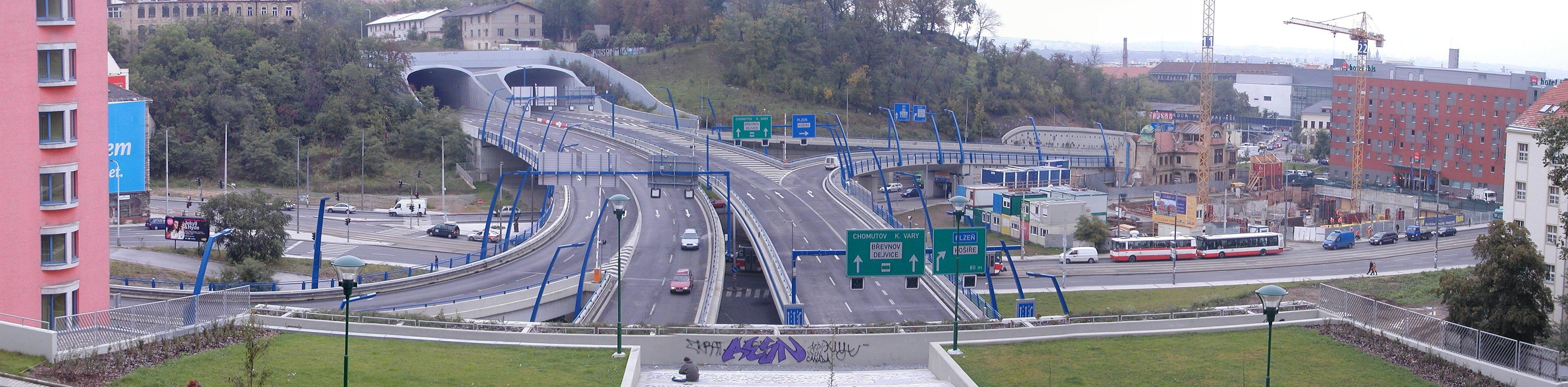
A Mrázovka alagút bejárata